# Pachylocerus sulcatus
Pachylocerus sulcatus là một loài bọ cánh cứng trong họ Cerambycidae.